# 프랑스 공주 안엘리자베트
프랑스 공주 안엘리자베트(Anne-Élisabeth de France, 1662년 11월 18일 ~ 1662년 12월 30일)는 프랑스의 공주로, 루이 14세와 스페인의 마리아 테레사 사이에서 태어난 첫 번째 딸이다. 그녀의 이름은 할머니 안 도트리슈와 외할머니 프랑스의 이사벨에서 각각 따온 것이다. 왕의 장녀로 태어난 그녀는 곧 Fille de France였기 때문에 Her Royal Highness라는 경칭이 붙었다. 안 엘리자베트는 자신이 태어난 루브르 궁에서 한 달 남짓만에 죽었고 생드니 대성당에 묻혔다.